# Herb guberni kaliskiej
Herb guberni kaliskiej, zatwierdzony przez cesarza 25 lutego 1869 roku, przedstawiał na tarczy francuskiej, w polu błękitnym, baranka białego, po bokach którego dwa kłosy złote. Tarczę wieńczyła korona cesarska, po bokach tarczy złote gałęzie dębowych liści przewinięte błękitną wstęgą orderu świętego Andrzeja.